# Heiliger Nepomuk (Bergheim)
Die Statue des Heiligen Nepomuk in Bergheim ist eine Nachbildung des Johannes Nepomuk. Es ist eine Statue aus Stein, die sich in der Mitte der Fußgängerzone der Kreisstadt Bergheim am Übergang der Erft auf der Erftbrücke im Rhein-Erft-Kreis befindet.

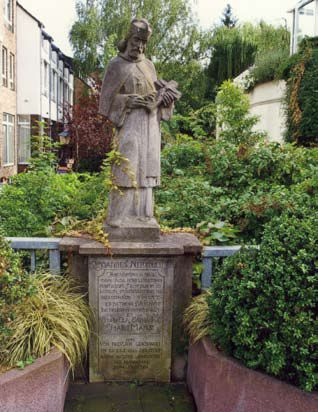
Die Statue des Heiligen Nepomuk

## Baugeschichte
Das Standbild des Heiligen Johannes Nepomuk ist 1729 am Übergang der Erft aufgestellt worden. Es geht auf das Stifterehepaar Johann Josef Peter Sourdt und Isabella Katharina Hartmans zurück. In der Sockelinschrift bittet das Stifterehepaar in lateinischer Sprache um Hilfe für die Vorübergehenden, Zuflucht für die Verleumdeten, Trost für die Trauernden und Sicherheit für die Bewohner. 1934 schlugen betrunkene SA-Männer dem Standbild den Kopf ab.
1945 wurde die Brücke von deutschen Truppen gesprengt und damit die Statue völlig zerstört. 1950 ließ die Stadt eine neue Nepomukstatue errichten, die sich in ihrem Aussehen erheblich von der Vorgängerskulptur unterscheidet.